# Füstölő (folyóirat)
A Füstölő 1875–1890 között Magyarországon kiadott antiszemita politikai élclap.

## A lap jellege
Polgári újságíró társaság hozta létre, ezt a magyar nyelvű élclapot és kivezette a nemzeti ellenálló politizálás labirintusából kivezette majd társadalmi- politikai kulturális érdekű lappá emelte. A polgárosodás volt a legfontosabb kérdés az élclapok számára. Az 1880-as évek első felének antiszemitizmusa az élclapokban kristályosodási ponttá vált, sőt külön élclap is indult az zsidóság jegyében, a Füstölő (1881–1885, 1887–1888).